# Вырубка лесов в Сибири и на Дальнем Востоке
Вырубка лесов в Сибири и на Дальнем Востоке — масштабный процесс лесозаготовок главным образом для поставок в Китай; критикуется российской общественностью как угрожающий экологии и зачастую незаконный.
После ужесточения в 1998 году законодательства по вырубке лесов в Китае, деревообрабатывающая промышленность страны стала активно использовать импортные материалы. Поставки дешёвого леса-кругляка из приграничных с Китаем таёжных регионов России начали быстро расти. В 2007 году были введены высокие экспортные пошлины на российскую необработанную древесину, из-за чего объём поставок в денежном выражении значительно упал. Китайские инвесторы начали активно создавать в России пилорамы, после чего минимально обработанные лесоматериалы, менее облагаемые выездными пошлинами, обошли кругляк по объёму экспорта. Благодаря инвестициям в лесозаготовки в России сильно выросло количество зарегистрированных китайских компаний. В 2017 году в Китай из России было поставлено почти 200 миллионов кубометров древесины, что составило 30 % от всех ввозимых в Китай лесоматериалов.
Зачастую китайский предприниматель берёт в аренду на 49 лет участок земли под вырубку по средней цене около 2 долларов за годовую аренду гектара. Федеральные чиновники критикуют местных за чрезмерную вырубку, в то время как последние согласуют рубки ради выполнения плана по привлечению инвестиций. Распространённым нарушением при лесозаготовках в Сибири являются их маскировка под санитарные вырубки, фиктивно организованные на тех здоровых участках, где коммерческая рубка запрещена. В 2021 году журналистское расследование выявило, что лесоматериалы после сибирских санитарных вырубок компания российского чиновника поставляет на китайские и индонезийские фабрики IKEA. Организаторы незаконных вырубок часто устраивают лесные пожары тайги, как для сокрытия уже осуществлённых вырубок, так и для создания новых, когда низовой пожар повреждает корни деревьев, и принимается решение вырубить такой лес с целыми стволами.
К 2018 году протесты российских активистов против вырубки таёжных лесов для поставки в Китай привлекли внимание СМИ и общественности. В российских федеральных СМИ встречаются статьи, где отрицается существование проблемы вырубки, вместо этого «нечистые на руку граждане» обвиняются в распространении недостоверной информации.
В 2024 г. Государственная Дума одобрила во втором чтении закон, расширяющий возможность (уже законных) рубок леса в защитной зоне Байкала, защищаемой пока законом «Об охране озера Байкал».

## Бурятия
Большие масштабы приняло обезлесение в Бурятии. Проблема осложняется из-за того, что Китай заинтересован в получении леса из РФ, а среди местных жителей распространена безработица. Более того — приняты поправки в Лесной кодекс, разрешающие вывоз древесины, пролоббированные «группами лиц заинтересованных людей». Колоссальные масштабы урона и намерение властей сдать лес в аренду китайской компании на 49 лет — вызвали протест местных жителей, закончившийся массовым задержанием. Однако сдача леса в аренду на 49 лет была остановлена.

## Красноярский край
Продолжается вырубка лесов в Красноярском крае. В Уярском р-не выявлено строительство печей для производства древесного угля по технологии, запрещённой в КНР. Эта технология очень опасна для окружающей среды, работы ведутся в РФ нелегально, вблизи такого производства засыхают деревья и болеют люди из-за загрязнения воздуха фенолами и др.); протесты местных жителей заставили остановить работу.
Вырубке, в том числе там, где это запрещено, способствует коррупция чиновников, бездействие руководителей, и активные действия китайских предпринимателей, регистрирующих свои компании на местных жителей.

## Иркутская область
В Иркутской области часть вырубленного леса, коммерчески менее ценная, бросается на месте, и при весеннем половодье может попадать в реки.
По началу планировалось развитие производства древесного угля в Тайшетском р-не (Иркутская обл.), что также небезопасно в экологическом отношении.
Была проведена проверка и возбуждено уголовное дело в связи с незаконной рубкой леса. Согласно альтернативной точке зрения, резкий и селективный рост активности в отношении защиты леса может быть вызван негативным отношением к губернатору Иркутской области Левченко, и соответственно, попыткой показать его (и его партии) недостатки — как альтернативе «Единой России» в условиях значительного падения рейтинга

## Приморье
В Приморье ежегодно вырубалось (нелегально, в 2002 г.) полтора миллиона кубометров древесины, что вызвало обеспокоенность Всемирного фонда дикой природы. По данным обзора, написанного на основе десятилетних наблюдений за ситуацией, объём вырубок многократно превышает разрешённый и декларируемый. 20 лет незаконных рубок уничтожили запасы коммерчески ценной древесины, и в обозримом будущем они не восстановятся; уничтожение лесов лишает местных жителей, коренные народы Дальнего Востока РФ, источника их существования. Уничтожаются последние места обитания амурского тигра; не удались 4 попытки вырубить водоохранные леса и орехо-промысловые зоны в районе реки Бикин (включённые в список объектов природного и культурного наследия ЮНЕСКО).
В то же время обсуждался вопрос о размещении в России китайских целлюлозно-бумажных предприятий, небезопасных в экологическом отношении.

## Север (планы)
Вывоз леса с северных районов РФ в КНР затрудняло отсутствие удобных транспортных путей. В связи с глобальным потеплением ледяной покров Северного Ледовитого океана уменьшился, и правительство Китая опубликовало программу освоения Арктики. Помимо прочего, предполагается эксплуатация лесных природных ресурсов - как ранее в приграничных районах РФ.